# 5242 Kenreimonin
5242 Kenreimonin eller 1991 BO är en asteroid i huvudbältet som upptäcktes den 18 januari 1991 av de båda japanska astronomerna Shigeru Inoda och Takeshi Urata i Karasuyama. Den är uppkallad efter japanskan Taira no Tokuko.
Asteroiden har en diameter på ungefär 7 kilometer och den tillhör asteroidgruppen Agnia.